# The Insidia Project
The Insidia Project, též známý jako Ollie Pantelej (* 14. srpna 1999 Ústí nad Labem) je český youtuber, influencer a hudebník.

## Činnost
Jeho kanál byl založen 18. března 2013 a na této platformě se proslavil sociálními experimenty a pranky, o čemž se zmínil při rozhovoru se svým kolegou během návštěvy filmového festivalu Oty Hofmana, jedním z nejznámějších pranků je video pod názvem „Prank - reakce holek na $10,000“, které má k 17. květnu 2019 již více než 268 203 zhlédnutí. Během několika let působení na YouTube se také zabýval charitativními akcemi, při kterých sebral se svým dřívějším kolegou velké množství oblečení a daroval ho lidem v nouzi a bez domova. V roce 2018 se objevili v pražském magazínu Prakultura, ve kterém se o jednom z jeho dobročinných skutků psalo. Poskytl se svým kolegou i rozhovor pro neslyšící ve spolupráci s Multimediální tvůrčí dílnou (MTD), ve kterém prozradil vznik názvu The Insidia Project, své zkušenosti s handicapovanými osobami a zážitky z různých natáčení. Na jejich YouTube kanále také Ollie Pantelej upozornil na nebezpečí na internetu, díky sérii videí pod názvem "Nahánění úchylů". Jednou z hlavních myšlenek bylo poukázat, v jakém riziku se mohou vyskytnout nezletilé slečny při registraci na seznamkách a také při komunikaci s neznámými muži. Série "Nahánění úchylů" získala celkem k 3. listopadu 2020 více než 1 700 000 zhlédnutí. Získala si také pozornost od zpravodajského portálu Blesk.cz, kterému poskytl rozhovor o tom, co je motivovalo k natočení videa o dané problematice.

## Hudební tvorba
Mimo video tvorbu na platformě YouTube se také jeden z členů, jímž je Ollie Pantelej zabývá hudbou pod pseudonymem "INSIDIA". V roce 2020 vydal svůj první song pod názvem "Moment", který je dostupný na všech streamovacích platformách jako Spotify, Apple Music, Deezer a další.
| Píseň  | Rok vydání |
| ------ | ---------- |
| Moment | 2020       |
| Drip   | 2021       |